# Exotic (Priyanka Chopra)
Exotic è un singolo della cantante indiana Priyanka Chopra, pubblicato il 9 luglio 2013.
Il singolo ha visto la partecipazione del rapper statunitense Pitbull.